# Hans Severus Ziegler
Hans Severus Ziegler (* 13. Oktober 1893 in Eisenach; † 1. Mai 1978 in Bayreuth) war ein deutscher Publizist, Intendant, Lehrer und NS-Funktionär.

## Leben
Hans Severus Ziegler wurde in Eisenach als Sohn des Kaufmanns und Bankiers Severus Ziegler und der Amerikanerin Mary Francis Schirmer, einer Tochter des deutsch-amerikanischen Musikverlegers Gustav Schirmer und Freundin von Cosima Wagner, geboren. Seine Schwester Eva sollte später den Dramatiker Otto Erler heiraten.

### Ausbildung
In Dresden und Zittau besuchte er das Gymnasium. Vor Ausbruch des Ersten Weltkrieges diente Ziegler als Einjährig-Freiwilliger, wurde aber wegen einer Krankheit dienstunfähig geschrieben. Bis Januar 1919 tat er Lazarettdienst. Danach studierte Ziegler Germanistik, Geschichte, Kunstgeschichte und Philosophie an den Universitäten Jena, Greifswald und Cambridge. Während des Studiums wurde er Mitglied der Burschenschaft Arminia Greifswald im ADB. 1925 wurde er auf Anregung des völkischen Literaturhistorikers Adolf Bartels aufgrund seiner Dissertation über „Friedrich Hebbel und Weimar“ promoviert.

### Redakteur und NS-Funktionär
Zwischen 1922 und 1923 war er in Weimar Sekretär von Adolf Bartels und zugleich Redakteur der Monatszeitschrift Deutsches Schrifttum. 1924 wurde er Gründer und Herausgeber der politischen Wochenzeitung Der Völkische und der daraus entstandenen Tageszeitung Der Nationalsozialist.
Ziegler war seit dem 31. März 1925 Mitglied der NSDAP (Mitgliedsnummer 1.317). Zwischen 1925 und 1931 war Ziegler stellvertretender NSDAP-Gauleiter im Gau Thüringen und von 1930 bis 1931 Referent im thüringischen Volksbildungsministerium unter Wilhelm Frick. Auf seinen Vorschlag hin erhielt 1926 auf dem NSDAP-Parteitag in Weimar die NS-Jugendorganisation den Namen Hitlerjugend. Seit 1928 war er in Thüringen auch Gauleiter des nationalsozialistischen Kampfbunds für deutsche Kultur.

### Staatsrat und Generalintendant
1933 erfolgte Zieglers Ernennung zum Staatsrat und Mitglied der Staatsregierung von Thüringen. Ferner fungierte er als Präsident der Deutschen Schillerstiftung und Reichskultursenator. 1936 wurde er zum Generalintendanten des Deutschen Nationaltheaters in Weimar und Staatskommissar für die thüringischen Landestheater bestellt. In dieser Eigenschaft war er Nachfolger von Ernst Nobbe. Nach dem Röhm-Putsch nahmen die Gerüchte über Zieglers Homosexualität zu und brachten ihn zunehmend in Bedrängnis. 1935 wurde er kurzfristig beurlaubt, da eine Ermittlung wegen § 175 StGB gegen ihn lief, die aber eingestellt wurde.

### Die Ausstellung „Entartete Musik“
Im Rahmen der Reichsmusiktage 1938 in Düsseldorf – zu deren Eröffnung Richard Strauss sein Festliches Präludium (1913) dirigiert hatte – organisierte Hans Severus Ziegler in Anlehnung an die Münchner Ausstellung „Entartete Kunst“ von 1937 (mit deren Organisator Adolf Ziegler er jedoch nicht verwandt war) die Ausstellung „Entartete Musik“, in der er gegen Jazz und die Musik von jüdischen Künstlern und Komponisten polemisierte und deren Entfernung aus dem deutschen Musikleben forderte. Anschließend wurde die Ausstellung in Weimar, München und Wien gezeigt. Das Deckblatt der die Ausstellung begleitenden Broschüre trug die Aufschrift: „Entartete Musik – eine Abrechnung von Staatsrat Dr. Hans Severus Ziegler, Generalintendant des Deutschen Nationaltheaters zu Weimar“. Als Abbildung war die Karikatur eines schwarzen Jazzmusikers, der einen Davidstern im Knopfloch trägt, zu sehen; er sollte die Titelfigur aus Ernst Kreneks Jazzoper Jonny spielt auf darstellen. Bereits 1930 – noch als stellvertretender Gauleiter – hatte er einen Erlass für das Land Thüringen unter dem Titel „Wider die Negerkultur, für deutsches Volkstum“ herausgegeben.
1941 erstellte Hans Severus Ziegler eine Liste für den „Hochbegnadeten Nachwuchs“, der vom Kriegsdienst freigestellt werden sollte.

### Tätigkeit nach dem Krieg
In der Sowjetischen Besatzungszone wurden mehrere seiner Schriften sowie ein Buch über ihn auf die Liste der auszusondernden Literatur gesetzt.
Nach Kriegsende arbeitete Ziegler zunächst als Vertreter für Gaststättenporzellan und dann als Privatlehrer in Essen. Von 1952 bis 1954 war er dort Theaterleiter des privaten Kammerschauspiels. Anschließend war er bis 1962 auf der Nordseeinsel Wangerooge Erzieher und Lehrer im Internat des Arztes und Bürgermeisters Dr. Siemens. Er unterrichtete am damals privaten, später staatlichen Inselgymnasium Deutsch und Englisch. Außerdem leitete er die Theatergruppe der Schule, die jährlich im Kinosaal der Insel Aufführungen veranstaltete (zum Beispiel Raub der Sabinerinnen, Die Deutschen Kleinstädter, Prozess um des Esels Schatten, Wilhelm Tell). Er agierte auch selbst als Schauspieler, meist in Hauptrollen. Daneben war er im rechtsextremistischen Deutschen Kulturwerk Europäischen Geistes tätig.
Nach seiner Pensionierung veröffentlichte Ziegler Beiträge und Bücher im rechtsextremistischen Umfeld. Für seinen Ruhestand wählte er Bayreuth, das in seinen Augen für Hitler einst „Kraftquell“ und „Hauptkapital seiner musischen Natur“ gewesen sei. Bis mindestens Herbst 1962 wurde er am dortigen Mädchengymnasium (heutiges Richard-Wagner-Gymnasium) als Aushilfslehrkraft für Englisch eingesetzt. Im selben Jahr meldete eine örtliche Tageszeitung, Ziegler sei für die Leitung der geplanten Studiobühne der Volkshochschule ausersehen. Ziegler traf sich zum Gedankenaustausch im Landgut des NPD-Bundesgeschäftsführers Karl Pollak mit Leuten wie Hans-Ulrich Rudel, Adolf Wolf und Winifred Wagner.
Ziegler lebte bis zu seinem Tod im 84. Lebensjahr in Bayreuth. 1965 erstattete der Künstler Arie Goral Strafanzeige gegen Ziegler und dessen Verleger, den ehemaligen SS-Führer Waldemar Schütz. Zieglers im Vorjahr erschienenes Buch Adolf Hitler – aus dem Erleben dargestellt „verherrliche den Nationalsozialismus und strotze vor antisemitischem Gedankengut“. Der Historiker Hans-Ulrich Danner, der in seiner Dissertation die Autobiographien von 42 Funktionsträger von NSDAP und SED gegenüberstellte, ordnete Ziegler in Bezug auf dieses Buch als reinen Apologeten ein.
Anlässlich seines Ablebens veröffentlichten die „Ehemaligen Schüler des Inselgymnasiums Wangerooge“ in der Tageszeitung Die Welt eine große Todesanzeige. Ziegler war nie verheiratet und starb kinderlos.

## Publikationen
- Das Theater des deutschen Volkes, 1933
- Praktische Kulturarbeit im Dritten Reich, 1934
- Wende und Weg. Kulturpolitische Reden und Aufsätze, 1937
- Das Recht in der Kunst, 1938
- Entartete Musik, 1939
- Lyrische Gedichte, 1940
- Weltanschauung und Gottglaube, 1941
- Adolf Bartels, ein völkischer Vorkämpfer der deutschen Jugend, 1942
- Vom Schaffen deutscher Dichter der neueren Zeit, 1957
- Adolf Hitler – aus dem Erleben dargestellt, 1964
- Wer war Hitler?, 1970
- Große Prüfung. Letzte Briefe und letzte Worte Todgeweihter, 1972[14]
- Heitere Muse, 1974

## Theater (Regie)
- 1939: Roland Schacht: Schauspielerin (Deutsches Nationaltheater Weimar)
- 1942: Otto Erler: Thors Gast (Deutsches Nationaltheater Weimar)